# Chironominae
Sous-famille
Tribus de rang inférieur
- Chironomini Macquart, 1838
- Pseudochironomini Saether 1977
- Tanytarsini Zavrel 1917

Les Chironominae sont une sous-famille de diptères nématocères de la famille des Chironomidae.

## Publication
Cette sous-famille est attribuée en 1838 à l'entomologiste français Pierre Justin Marie Macquart (1778-1855).

## Liste des tribus
Selon l’ITIS cette sous-famille se divise en trois tribus :
- Chironomini Macquart, 1838
- Pseudochironomini Saether 1977
- Tanytarsini Zavrel 1917

## Liste des genres
- Tribu des Chironomini Macquart, 1838
  - Axarus Roback 1980
  - Baeotendipes Kieffer, 1913
  - Beckidia Sæther 1979
  - Carbochironomus Reiss & Kirschbaum 1990
  - Chernovskiia Sæther 1977
  - Chironomus Meigen, 1803
  - Cladopelma Kieffer, 1921
  - Cryptochironomus Kieffer, 1918
  - Cryptotendipes Lenz, 1941
  - Demeijerea Kruseman, 1933
  - Demicryptochironomus Lenz, 1941
  - Dicrotendipes Kieffer, 1913
  - Einfeldia Kieffer, 1924
  - Endochironomus Kieffer, 1918
  - Glyptotendipes Kieffer, 1913
  - Graceus Goetghebuer, 1928
  - Harnischia Kieffer, 1921
  - Kiefferulus Goetghebuer, 1922
  - Kloosia Kruseman 1933
  - Lipiniella Shilova 1961
  - Lauterborniella Thienemann & Bause, 1913
  - Microchironomus Kieffer, 1918
  - Microtendipes Kieffer, 1915
  - Nilothauma Kieffer, 1921
  - Omisus Townes, 1945
  - Pagastiella Brundin, 1949
  - Parachironomus Lenz, 1921
  - Paracladopelma Harnisch, 1923
  - Paralauterborniella Lenz, 1941
  - Paratendipes Kieffer, 1911
  - Phaenopsectra Kieffer, 1921
  - Polypedilum Kieffer, 1912
  - Saetheria Jackson, 1977
  - Sergentia Kieffer, 1922
  - Stenochironomus Kieffer, 1919
  - Stictochironomus Kieffer, 1919
  - Synendotendipes Grodhaus, 1987
  - Tribelos Townes, 1945
  - Xenochironomus Kieffer, 1921
  - Zavreliella Kieffer, 1920
- Tribu des Pseudochironomini Saether 1977
  - Pseudochironomus Malloch, 1915
- Tribu des Tanytarsini Zavrel 1917
  - Afrozavrelia Harrison, 2004[3]
  - Cladotanytarsus Kieffer, 1921
  - Corynocera Zetterstedt, 1838
  - Micropsectra Kieffer, 1909
  - Neozavrelia Goetghebuer, 1941
  - Parapsectra Reiss, 1969
  - Paratanytarsus Thienemann & Bause, 1913
  - Rheotanytarsus Thienemann & Bause, 1913
  - Stempellina Thienemann & Bause, 1913
  - Stempellinella Brundin, 1947[3]
  - Tanytarsus van der Wulp, 1874
  - Virgatanytarsus Pinder, 1982
  - Zavrelia Kieffer, 1913[3],[4]